# IC 1863
IC 1863 — галактика типу C (компактна галактика) у сузір'ї Кит.
Цей об'єкт міститься в оригінальній редакції індексного каталогу.